# プロゴルファー祈子
『プロゴルファー祈子』（プロゴルファーれいこ）は、1987年10月21日から1988年4月20日まで、フジテレビ系列で毎週水曜日20:00 - 20:54に全23話が放送された大映テレビ・フジテレビ制作の連続テレビドラマである。

## 作品解説
『スタア誕生』や『ヤヌスの鏡』などと同じく、フジテレビ系大映ドラマの一作。1980年代にブームを起こした大映ドラマの末期の作品である。ローテーション監督にはこれまでの水曜20時枠の大映ドラマに全作携わっていた竹本弘一が降板し山口和彦が新たに加わった。
制作者の談話によれば、藤子不二雄A（安孫子素雄）原作の漫画『プロゴルファー猿』にヒントを得て作られた作品だという。主人公・神島祈子役に関して一般公募でオーディションが開催され、約5,000人の応募者の中から安永亜衣と土家里織が最終選考に残った末に、安永が主演に選ばれ、ドラマの制作が行われた。
本作は当時の大映テレビ制作の連続ドラマとしては『青い瞳の聖ライフ』以来3年ぶりのビデオ撮影による作品となり、またフジテレビ系列水曜20時枠の連続テレビドラマは本作以降1989年3月終了の『こまらせないで!』までの4作品はビデオ撮影により製作された。また本作のオープニング映像の一部にはCGも使用されている。
放送終了後、VHS・DVDなどのソフト化や配信などは行われていない。

## あらすじ
神よ、父の祈りの中、九死に一生を得てこの世に生を受けた祈子（れいこ）。“祈る子”と書いて祈子。 今、祈子は神に何を祈るか…。　（オープニングナレーションより）
プロゴルファーの神島友平は、妻・保子、愛娘・祈子とその兄・徹の四人で、会社社長の野上家所有の軽井沢の別荘管理人として平和に暮らしていた。ある日、別荘で野上家の令息・信也がクラブショット練習中に起こしたコントロールミスで、徹を庇った祈子の胸にゴルフボールが直撃し、祈子が重傷を負う事故が発生してしまう。信也の打ったボールで祈子が死んでしまったと勘違いし、激昂した徹は、実の兄のように慕っていた信也に暴行を働き、そのまま行方を眩ましてしまう。
ほどなく、祈子の元に父・友平がゴルフプレイ中に丸元物産会長・丸元利一郎をゴルフクラブで撲殺したという知らせが入り、父はそのまま行方不明となり数日後に塩沢湖畔で遺書とともに遺体となって発見された。
兄の突然の失踪、殺人者の娘として白眼視され、世間から隠れるような生活へ一変…と次々と不幸が祈子の身に降り掛かる中、堪えきれずに心が荒んだ祈子は非行に走ってしまう。
時は流れ、3年後のある日、18歳になった祈子と信也がふとしたきっかけで再会する。非行に走り変わり果てた姿の祈子は、信也に合わせる顔が無いと考え、心苦しく思い、その場から立ち去ってしまう…。後にこの再会が祈子を非行の世界から足を洗わせるきっかけとなり、祈子は非行の世界から更生すべく鑑別所に入所し、様々なトラブルにも巻き込まれながらも出所する。
祈子は鑑別所入所中に、友平は誰かの策略にはまって事件に巻き込まれ、殺人者の汚名を着せられて何者かによって殺されたのではという真実に気付く。晴れて鑑別所を出所して、祈子と信也の二人三脚で父への疑いを晴らし、真犯人を捜し出す事と、父の夢でもあったプロゴルファーになるという長い旅路が始まった。

## キャスト
神島祈子（かみしま れいこ）（演：安永亜衣）
祈る子と書いて「れいこ」。これは父・友平が出生届を提出する際に「礼子」と書くべきところを「祈子」と書き間違えたため。父が無実の罪を着せられ陥れられたことで、謂れなき差別を受けて育った。そのため非行の世界へと足を踏み入れ、暴走族・北斗七星会の会長となり、5番アイアンを使って敵対グループのメンバーを殴る・火の点いたゴルフボールを打ち込むなど大暴れし、『5番アイアンのお祈』として名を馳せた。信也の真剣な愛情によって目覚め、父の魂を受け継ぎプロゴルファーを目指すべく、プロゴルファー養成所へ入所。だが諸事情で養成所の退所を余儀なくされる。父の無実を信じており、信也や鏡子らとともに謎に迫る。かつて信也が打ったゴルフボールが胸にあたり、3年後も胸に傷となって残ってしまう。最終回でプロテストを受け、1位で合格。
野上信也（のがみ しんや）（演：風見慎吾）　
祈子・徹の幼なじみ。誠実な性格で、賢三に逆らえない父と母から反対に遭いつつも、祈子のために体を張って純愛を貫く。やがて祈子にプロゴルファー養成所への入所をすすめる。
神島徹（かみしま とおる）（演：沢向要士）
祈子の兄。信也が打ったゴルフボールが祈子の胸に当たった際、怒り狂って信也を叩きのめし、そのまま家出。祈子同様非行に走り、北斗七星会と勢力を2分する暴走族・ブラックエンジェル会長を経て、剣二の手下になっていたが、根は純粋な青年。祈子に対し妹以上の感情を持っていたが、実は野上敬太郎の隠し子であり、信也の腹違いの弟であることがのちに明らかとなり、信也とは恋敵になる。
神島保子（かみしま やすこ）（演：音無美紀子）
祈子・徹の母。非行に走った子供達に胸を痛める。横浜市内で大衆食堂「あすか」を経営。
神島友平（ゆうへい）（演：岡本富士太）　
祈子・徹の父で以前は有名なプロゴルファーだった。ある人物の企みにより殺人の罪を着せられたまま遺体で発見される。
秋葉清（あきば きよし）（演：織田裕二）　
北斗七星会副会長。序盤のみ登場。
野上敬太郎（けいたろう）（演：中条静夫）
信也の父で徹の実父。祈子を「野上家の疫病神」呼ばわりし、後に祈子に「信也と別れて野上家を救ってくれ」と頼む。最終回で祈子のプロテスト合格を知り、彼女に祝いの言葉を述べる。
野上静子（しずこ）（演：久我美子）
信也の母。息子を誑かした犯罪者の娘・祈子や、自身の夫の子で直接の血縁が無い徹に対してつらく当たるなど、世間体ばかり気にするも、最終回で祈子のプロテスト合格を知り、彼女と和解する。
丸元賢三（まるもと けんぞう）（演：長門裕之）
利一郎の義弟。義兄・利一郎の逝去後、丸元物産の社長に納まる。打算的で欲望のためなら手段を選ばない性格。利一郎を煙たがっていた。剣二・冬子兄妹の父親を車ではね、死なせた過去がある。
丸元律子（りつこ）（演：岩本多代）
利一郎の実妹で賢三の妻。祈子や鏡子を目の仇にする。
丸元亜矢子（あやこ）（演：生田智子）
賢三・律子夫婦の1人娘。信也の婚約者だったが、婚約解消を信也から告げられ、恋敵として祈子を憎む。のちにゴルフで祈子を打ち負かそうと、両親の反対を押し切りプロゴルファー養成所へ入所するも、祈子同様諸事情で養成所の退所を余儀なくされる。最終回でプロテストを受け、13位と祈子に大きく後れを取るが合格。
丸元利一郎（りいちろう）（演：佐原健二）
賢三の義兄で、生前は丸元物産の社長を務めていた。ゴルフのプレイ中に友平に撲殺されたとされているが…。
高倉道夫（たかくら みちお）（演：国広富之）
プロゴルファー。友平と賢三の秘密を握っていると目され、祈子から執拗に追われる。だが祈子にゴルフを教え、祈子から先生と仰がれるようになる。祈子のプロテスト終了を見届けると、彼女の前から姿を消す。
野沢剣二（のざわ けんじ）（演：萩原流行）
祈子の行くところに現れる暴力団・華粋会の幹部。賢三の命令で非道な行いをする。孤児であったが、賢三に妹とともに援助を受けた恩を返すために働く。幼少時、父親から日常的に暴行を受けていた。
野沢冬子（ふゆこ）（演：松井紀美江）
剣二の妹で丸元家の家政婦。幼少時、兄・剣二同様父親から日常的に暴行を受けていた。律子の命令で祈子を殺害しようと火を放つが、逆に返り討ちに遭い焼死する。
大崎冴子（おおさき さえこ）（演：大沢逸美）
徹の恋人でレディースブラック会長。祈子を少年院送りにすべく鑑別所に入所したが、剣二に唆されて祈子を奪還しにきた徹と鑑別所を脱走後、レディースブラックを追放される。徹が祈子を好きだと知り、目の仇にしている祈子の前に現れるが、足を洗った祈子に勧められる形でプロゴルファーを目指すべく、養成所へ入所。しかし両手指に重度の凍傷を負ってしまい、プロゴルファーへの道を断念せざるを得なくなる。高校時代はソフトボール部でピッチャーだった。
時田真介（ときた しんすけ）（演：石橋正次）
元プロゴルファー。祈子が父の秘密を探るために接触したが、何者かに口封じに殺される。
新巻鉄男（あらまき てつお）（演：斉藤隆治）
北斗七星会のメンバー。
室田花子（むろた はなこ）（演：松居直美）
通称・おハナ。祈子の親友で北斗七星会の幹部。かつて当たり屋の常習で少年院に収容されていた頃に鏡子に救われ恩義を感じており、祈子を付け狙う鏡子との間で板ばさみになる。しかし鏡子が信也にまで危害を加え、祈子との対決は避けられないと知り鏡子をナイフで殺害しようとして、もみ合ううちに誤って崖から転落。2人の和解を訴えながら息絶える。
順子（じゅんこ）（演：白島靖代）
祈子の親友で北斗七星会の幹部。
大木優子（おおき ゆうこ）（演：中村晃子）
剣二が行きつけのスナックのママで、徹の実母。若い頃は赤坂で芸者をしていた。
司鏡子（つかさ きょうこ）（演：土家里織）
『5番アイアンのお祈』によく似た格好をし、胸に祈子のものとそっくりの傷跡を持つ謎の少女。実は利一郎の娘であり、胸の傷は父親を狙って時田真介が打ったゴルフボールを身を挺して受けて出来たもの。当初、父親を殺された恨みを容疑者の娘である祈子に抱く。司という姓は本名ではなく実母の旧姓で、素性を隠して祈子や信也に接近する。中学の時に、賢三と共謀して父の財産を奪おうとしていた継母をベランダから突き落として殺害した過去があり、収監された少年院で同室だった花子を救うため看守を刺し、少年刑務所送りになっていた。花子の逝去後は心を入れ替え、祈子らと和解していく。祈子のプロテスト終了を見届けると、1から勉強をやり直すべくアメリカへの留学を決意する。
森戸大二郎（もりと だいじろう）（演：下川辰平）
鑑別所所長。祈子の同情派となっていく。
黒木（くろき）（演：綿引勝彦）
御殿場にある星雲女子プロゴルファー養成所の主任コーチ。友平からアドバイスを受け、17回目の挑戦でプロテストに合格した過去がある。

（演：森一馬）

（演：比嘉ひとみ）

（演：沖真由美）

（演：亀山助清）

## スタッフ
- 企画 - 春日千春（大映テレビ）、前田和也（フジテレビ）
- プロデューサー - 柳田博美（大映テレビ）、千原博司（大映テレビ）、中尾嘉伸（フジテレビ）、小牧次郎（フジテレビ）
- 脚本 - 江連卓
- 監督 - 土屋統吾郎、山口和彦、岡本弘
- 音楽 - 菊池俊輔
- 技斗 - 車邦秀
- ゴルフコーディネイト - 近藤有希
- 音響効果 - 東洋音響効果グループ
- 編集 - 共同テレビジョン
- MA - アオイスタジオ
- 技術協力 - ビデオフォーカス
- CG協力 - IMAGICA、トーヨーリンクス
- 協力 - 本間ゴルフ
- ナレーション - 来宮良子
- 制作 - 大映テレビ、フジテレビ

## 主題歌
- 「THE WIND」 歌：椎名恵 （TDKレコード）

作詞：椎名恵 作曲：池毅 編曲：戸塚修
- 本作で使用された楽曲は椎名が1986年に担当したOVA『超時空ロマネスク SAMY MISSING・99』のED曲「風に抱かれて」をセルフカヴァーしたものであるが、サビ部分の歌詞が全く異なる。またアレンジも異なっている。

## 作中で登場した物など
- N5200/05 - 丸元賢三の自宅書斎にあるパソコン。丸元利一郎殺人事件に関する秘密が隠されている。
- トヨタ・マークII - 野上信也の車。白色の1986年8月発売型ハードトップ2000グランデ。

## サブタイトル
| 各話                                                      | 放送日         | サブタイトル       | 監督       | 視聴率 |
| --------------------------------------------------------- | -------------- | ------------------ | ---------- | ------ |
| 01                                                        | 1987年10月21日 | 乳房に傷を持つ少女 | 土屋統吾郎 | 13.2%  |
| 02                                                        | 1987年10月28日 | ああ 私の敵は兄?!  | 土屋統吾郎 | 10.6%  |
| 03                                                        | 1987年11月4日  | さようなら!貴男    | 山口和彦   | 14.2%  |
| 04                                                        | 1987年11月11日 | 破られた婚約       | 岡本弘     | 13.0%  |
| 05                                                        | 1987年11月18日 | さらば不良少女     | 土屋統吾郎 | 14.2%  |
| 06                                                        | 1987年11月25日 | 少年院が待ってるぜ | 山口和彦   | 12.1%  |
| 07                                                        | 1987年12月2日  | 涙の引退式         | 岡本弘     | 15.4%  |
| 08                                                        | 1987年12月9日  | バンカー蟻地獄     | 土屋統吾郎 | 15.5%  |
| 09                                                        | 1987年12月16日 | 婚約者の復讐       | 山口和彦   | 15.8%  |
| 10                                                        | 1987年12月23日 | 血鎖の秘密         | 岡本弘     | 13.8%  |
| 11                                                        | 1988年1月6日   | 敵?謎の美少女      | 土屋統吾郎 | 11.7%  |
| 12                                                        | 1988年1月13日  | 鏡の国から来た娘   | 山口和彦   | 11.9%  |
| 13                                                        | 1988年1月20日  | 決闘!富士の裾野    | 岡本弘     | 14.4%  |
| 14                                                        | 1988年1月27日  | 女4人地獄の戦場    | 土屋統吾郎 | 12.2%  |
| 15                                                        | 1988年2月3日   | 恋捨て記念日       | 山口和彦   | 15.5%  |
| 16                                                        | 1988年2月17日  | 明日なき闘い       | 岡本弘     | 11.7%  |
| 17                                                        | 1988年2月24日  | 命賭けた闇ゴルフ   | 土屋統吾郎 | 13.1%  |
| 18                                                        | 1988年3月2日   | 友よ安らかに眠れ   | 山口和彦   | 14.1%  |
| 19                                                        | 1988年3月9日   | 継母の陰謀         | 岡本弘     | 11.2%  |
| 20                                                        | 1988年3月16日  | 夢か?峡谷の特訓    | 土屋統吾郎 | 13.0%  |
| 21                                                        | 1988年3月23日  | 友情そして勝利     | 山口和彦   | 13.3%  |
| 22                                                        | 1988年4月13日  | 勝て!少女戦士      | 岡本弘     | 12.1%  |
| 23                                                        | 1988年4月20日  | 傷だらけの栄光     | 山口和彦   | 13.9%  |
| 平均視聴率13.3%（視聴率は関東地区・ビデオリサーチ社調べ） |                |                    |            |        |

## 再放送
- 2025年2月から3月にかけてTOKYO MXで放送[3]。3月17日(月)で、放送終了。

## エピソード
- 1980年代の大映テレビ制作のドラマの例に漏れず、荒唐無稽といえる設定や展開が一部視聴者に話題にされた（竹内義和の著書『大映テレビの研究3』に詳しい）。
- 本作の本放送時においてもほとんどのテレビドラマがビデオ撮影によるものになっていたが、フジテレビ水曜日20時台の大映テレビ製作作品において本作からビデオ (VTR) 撮影が本格的に導入された理由については「（本作に登場するゴルフの）スーパーショットなどの演出については特撮を用いるため、特撮シーンについてはVTRなら簡単にCG処理出来るから」というのが主なものだった[1]。しかし本作の企画を手掛けた春日千春は「VTR化は間違っていた。ビデオによるリアルな映像だと、何をやっても嘘っぽく見えてしまう」と話していたことがある[1]。
- プロゴルファーの大山志保は自身が小学生の頃に見た本作の祈子が優勝したシーンに憧れてプロゴルファーを目指したとコメントしている[4]。
- 声優のたかはし智秋はこの番組に感化され、キャディーのアルバイトをやりたがったという。
- 無名時代の織田裕二が端役で出演している。『おんな風林火山』の鈴木保奈美、『アリエスの乙女たち』の唐沢寿明、そして本作の織田の3人は、いずれも1980年代後半の大映ドラマに出演しており、後に1990年代のフジテレビのドラマで人気を得る。
- 野上敬太郎役の中条静夫は当時、口髭を生やしていたが、本作の出演にあたり口髭を剃った。この事情により本作と同時期に中条が近藤課長役で出演していた『あぶない刑事』では、「占い好きの親戚のおばさんに諭された」ため口髭を剃ったとの理由付けがなされている。
- 本作は、全23話の作品だが、秋の改編期の期首特番の関係で改編期を少し過ぎた時期から放送開始となり、後半期になると年末年始特番、春の改編期の期首特番、プロ野球・ヤクルト戦中継に伴う休止があり、最終回も春の改編期を少し過ぎた後に放送された。後番組の『ザ・スクールコップ』も改編期を過ぎた5月に放送を開始し、こちらもプロ野球・ヤクルト戦中継と特番による休止があり、放送回数も名場面集とNG集を含めて全16話となっている。